# Le fate (film)
Le fate è un film collettivo del 1966 diretto da Luciano Salce (Fata Sabina), Mario Monicelli (Fata Armenia), Mauro Bolognini (Fata Elena), Antonio Pietrangeli (Fata Marta).

## Trama

### Fata Sabina
- Regia: Luciano Salce
- Soggetto e sceneggiatura: Ruggero Maccari e Luigi Magni

Sabina sfugge consecutivamente a due tentativi di violenza da parte di automobilisti dall'apparenza perbene che le offrono un passaggio. Finalmente incontra Gianni, uno straniero sammarinese, che in compagnia di una bella ragazza sa mantenere la sua compostezza, cosa che risulta quasi impossibile ai repressi e insoddisfatti italiani (e italiane).

### Fata Armenia
- Regia: Mario Monicelli
- Soggetto: Tonino Guerra e Giorgio Salvioni
- Sceneggiatutra: Suso Cecchi D'Amico

La giovane madre Armenia stravolge la vita monotona del medico che ha chiamato per visitare il suo bambino di pochi mesi. Armenia vive di espedienti e piccole truffe, ma si ritiene candidamente nel giusto e vuole solo il bene di suo figlio, il quale però cambia colore dei capelli troppo spesso.

### Fata Elena
- Regia: Mauro Bolognini
- Soggetto e sceneggiatura: Rodolfo Sonego

Durante una visita di Luigi a suo marito, Elena scopre l'attrazione che l'amico di famiglia ha per lei. Dopo aver consumato il loro primo rapporto Elena rimane serena e tranquilla a ricamare in presenza del marito e degli ospiti mentre Luigi non si trova a suo agio, e decide di tornare a casa dalla moglie, che dovrebbe essere intenta a ricamare serena e tranquilla in presenza di un ospite.

### Fata Marta
- Regia: Antonio Pietrangeli
- Soggetto e sceneggiatura: Rodolfo Sonego

La signora Marta è la moglie capricciosa di un ricco e famoso chirurgo, padrona severa e scrupolosa quando è sobria, frivola e disinibita quando è ubriaca, fingendo di dimenticare il tutto quando rinsavisce. A farne le spese il neoassunto cameriere ed autista Giovanni.

## Produzione
Il film è stato prodotto da Gianni Hecht Lucari per la Documento Film e in una coproduzione francese con la Columbia Films.
La pellicola ha una struttura ad episodi, tipologia di film molto in voga in Italia negli anni '60.
Il film risulta importante soprattutto per il cast, sia tecnico che artistico; infatti è diretto da alcuni dei maggiori registi dell'epoca: Mario Monicelli è stato il capostipite della "commedia all'italiana", Luciano Salce aveva avuto un grande successo qualche anno prima con due film interpretati da Ugo Tognazzi (Il federale e La voglia matta), Mauro Bolognini in quel periodo diresse molti episodi di altri "film collettivi" e Antonio Pietrangeli era specializzato nella caratterizzazione di varie tipologie di donne e che morirà due anni più tardi nel 1968 a Gaeta per annegamento.
Inoltre il film è scritto da alcuni dei più importanti sceneggiatori della commedia all'italiana: Suso Cecchi D'Amico (autrice di film di quegl'anni come Salvatore Giuliano, Il Gattopardo e Casanova '70, per quest'ultima pellicola avrà la candidatura al Premio Oscar per la migliore sceneggiatura originale), Luigi Magni (che debutterà alla regia nel 1968 con Faustina), Rodolfo Sonego (lo sceneggiatore di fiducia di Alberto Sordi e autore in quel decennio di film come Una vita difficile e Amore mio aiutami), Ruggero Maccari (che in seguito scriverà Profumo di donna e La famiglia), Giorgio Salvioni (autore di altri film a episodi e coautore del già citato Casanova '70) e Tonino Guerra (noto scrittore e poeta, anche lui coautore di Casanova '70).
Ricco è anche il cast artistico, infatti gli attori presenti nel film sono tra i più famosi e importanti del cinema internazionale di allora: del cinema italiano spiccano Alberto Sordi (l'unico dei "cinque mattatori" della commedia all'italiana presente nel film), Monica Vitti (non ancora affermata come attrice brillante, ma per il film avrà la candidatura al Nastro d'argento come migliore attrice non protagonista l'anno seguente), Enrico Maria Salerno (che in quell'anno partecipò anche al celebre L'armata Brancaleone assieme a Vittorio Gassman), Claudia Cardinale (che in quel periodo era attiva anche ad Hollywood), Gastone Moschin (che divenne noto grazie alle interpretazioni nei film Gli anni ruggenti e Signore & signori); del cinema francese sono presenti Capucine (a lei si ispirò il disegnatore Enzo Facciolo per realizzare il personaggio di Altea di Vallenberg nel celebre fumetto nero italiano Diabolik) e Jean Sorel (che interpretò molti film italiani); del cinema statunitense è presente Raquel Welch (considerata una delle più grandi sex-symbol di Hollywood).
Le animazioni sono della M.S.C. Lodolo di Sandro Lodolo.

## Distribuzione
Il film venne distribuito nelle sale italiane dal 22 novembre 1966.
Il film è stato girato con pellicola 35 mm.
Il film quindi ha avuto due versioni:
la prima che uscì al cinema nel 1966 durava circa 111 minuti e la pellicola era di circa 3500 metri; la seconda versione, cioè quella attuale, dura circa 103 minuti e la pellicola è lunga circa 3000 metri.

### Divieti
Il visto censura della presentazione del film è stato pubblicato il giorno 25 ottobre 1966 con codice 48074 con visione senza limitazione di età con la motivazione:

"La 2ª sezione della Commissione di revisione Cinematografica, visionata il giorno 24/10/1966 la presentazione del film "Le fate", constatato che essa è composta esclusivamente di didascalie e di fotogrammi fissi, che esulano dalla sostanza e dal contenuto del film, esprime per essa parere favorevole alla concessione del nulla osta per le programmazioni in pubblico, senza limitazioni di età."
Il primo visto censura è datato 15 novembre 1966 con codice 48133 con il divieto di visione ai minori di 14 anni con la motivazione:

"La 1ª Sezione Estiva della Commissione di Revisione Cinematografica esaminato il film […] esprime parere favorevole per la proiezione in pubblico con il divieto ai minori degli anni 14 contenendo il film scene e sequenze nonché il contenuto normativo non adatto alla particolare sensibilità dell'età evolutiva dei predetti minori."
Il secondo visto censura è invece datato 26 agosto 1998 con codice 92735 ed annulla il divieto di visione ai minori di 14 anni, considerando il film "per tutti" dopo alcuni tagli effettuati e al tempo trascorso dalla prima versione del film.
In Spagna il film, uscito con il titolo Las cuatro brujas, è vietato ai minori di 18 anni.

## Accoglienza

### Incassi
Il film ebbe un buon successo, si classificò al cinquantesimo posto nella stagione 1966-1967 e l'incasso totale fu circa di 700.000.000 di Lire.
L'incasso totale delle prime visioni nelle sedici città capozona fu di 257.051.000 di Lire.

## Riconoscimenti
- Nastri d'argento 1966
  - Nastro d'argento alla migliore attrice non protagonista a Monica Vitti